# Bruno Bertrand
Bruno Bertrand (ur. 26 października 1964) – francuski narciarz, specjalista narciarstwa dowolnego. Najlepszy wynik na mistrzostwach świata osiągnął podczas mistrzostw w Altenmarkt, gdzie zajął 5. miejsce w jeździe po muldach. Nigdy nie startował na igrzyskach olimpijskich. Najlepsze wyniki w Pucharze Świata osiągnął w sezonie 1992/1993, kiedy to zajął 20. miejsce w klasyfikacji generalnej, a w klasyfikacji jazdy po muldach był czwarty.
W 1995 r. zakończył karierę.

## Sukcesy

### Mistrzostwa Świata
| Miejsce | Dzień    | Rok  | Miejscowość | Konkurencja      | Zwycięzca         |
| ------- | -------- | ---- | ----------- | ---------------- | ----------------- |
| 9.      | 2 lutego | 1986 | Tignes      | Jazda po muldach | Éric Berthon      |
| 10.     | 3 marca  | 1989 | Oberjoch    | Jazda po muldach | Edgar Grospiron   |
| 5.      | 13 marca | 1993 | Altenmarkt  | Jazda po muldach | Jean-Luc Brassard |

### Puchar Świata

#### Miejsca w klasyfikacji generalnej
- 1985/1986 – 42.
- 1986/1987 – 40.
- 1987/1988 – 43.
- 1988/1989 – 22.
- 1989/1990 – 24.
- 1990/1991 – 30.
- 1991/1992 – 46.
- 1992/1993 – 20.
- 1993/1994 – 33.
- 1994/1995 – 51.

#### Miejsca na podium
1. Tignes – 12 grudnia 1985 (Jazda po muldach) – 2. miejsce
2. Calgary – 22 stycznia 1989 (Jazda po muldach) – 3. miejsce
3. Piancavallo – 19 grudnia 1992 (Jazda po muldach) – 3. miejsce
4. La Plagne – 21 grudnia 1993 (Jazda po muldach) – 3. miejsce

- W sumie 1 drugie i 3 trzecie miejsca.